# Microtrigonia marsupialis
Microtrigonia marsupialis là loài chuồn chuồn trong họ Libellulidae. Loài này được Förster mô tả khoa học đầu tiên năm 1903.